# 中国人民解放军空军
中国人民解放军空军，简称為人民空军、中国空军，是中华人民共和国的正規空中武装力量，也是中国人民解放军的第三军种。正式成立于1949年11月11日，現下設五個兵種，分別是航空兵、防空兵、空降兵、地對空導彈兵以及通信、雷達、電子對抗、防化、技術偵察等作戰保障部（分）隊組成。
中国空军成立後首次大型作戰是在朝鮮戰爭中與美國空軍的對抗，當時主要使用蘇聯提供的米格15戰鬥機。此後中国空军及中國航空航天工業開始快速擴張，自行研發出多種國產的飛機及戰鬥機。中国空军在1990年代開始進行了現代化計劃，並在21世紀加速進程，成功研發出第五代戰鬥機歼-20与歼-35。其他新列裝的飛機包括运-20重型遠程戰略運輸機、殲-16重型多用途戰機、殲-11重型空優戰鬥機，以及各種自主研發的無人機和其他裝備。截至2021年，中国人民解放军空军共有398,000多名人員與5,200多架軍用飛機。

## 历史

### 初创时期
中國共產黨擁有軍用飛機的時間可以追溯回1930年鄂豫皖苏区自國軍部隊擄獲之美製雙翼機，该机后改名列宁号，飞行员龙文光（1899－1933）投诚，成为中共第一名飞行员。
真正獲得大量飛機的機緣要到抗日戰爭結束後在1946年成立的東北民主聯軍航空學校。此時中國共產黨以各種方式繳獲日製飛機並訓練飛行員，並在國共內戰期間於東北及北平從投降的中華民國空軍手中接收了不少數量的美製飛機。1949年3月17日从东北航空学校抽调人员在北平成立“中央军委航空局”，局长常乾坤（东北航校常务副校长）、政委王弼（东北航校第一副政委），下设作战教育处、航空工程处、民航处、情报科、供给科，暂编64人。1949年5月增设航行管理处、秘书处、政治处，扩编为172人。各大军区陆续成立了航空处。
1949年7月10日，毛泽东写信给周恩来提出建立人民空军，“可以选派三四百人去远方学习六个月到八个月，同时购买飞机一百架左右”。7月11日周恩来召集刘亚楼、常乾坤、王弼研究请求苏联帮助筹建空军，形成了“建军先建校”的共识。1949年7月26日中央军委决定以第十四兵团机关、军委航空局为基础，组建军委空军领导机关。1949年7月26日代表中共中央在莫斯科访问的刘少奇向斯大林提出援助空军建设，得到斯大林原则同意。1949年8月1日，刘亚楼、王弼、吕黎平组成中国空军代表团赴苏商谈苏联对华空军援助问题。经过三轮谈判，8月13日刘亚楼和苏联空军元帅康斯坦丁·安德烈耶維奇·韦尔希宁签署协定，苏联帮助中国创办2所轰炸机航校、4所歼击机航校，卖给中国各型飞机434架，派出援华专家878名。

### 建国初期
中華人民共和國成立後，1949年10月25日，中央军委任命第十四兵团司令员刘亚楼为空军司令员，第十三兵团政委萧华为空军政委兼政治部主任，第十七军军长王秉璋为空军参谋长。1949年11月11日人民解放軍空軍在北京成立，同时任命常乾坤为空军副司令员兼训练部长，王弼为空军副政委兼工程部长。
1949年至1953年，陆续成立军委空军、军区空军领导机关，组建歼击、轰炸、强击、侦察、运输航空兵、空降兵部队和一批院校。到1949年底，从苏联进口各型飞机185架，援华空军专家974名。朝鲜战争爆发后，组成中国人民志愿军空军参战。1950年实际从苏联进口各型飞机590架。
1954年2月8日成立空军修建部，部长谷广善，石忠汉接任空军后勤部长。1954年8月，设立空军军事订货部，部长黄炜华（中南军区空军第二副司令员兼参谋长），空军直属政治部（部长徐又彬）、财务部副部长李生平，空军军事法院院长朱兆林（空六军政治部主任）。
至1955年底，实际从苏联进口飞机6000架左右。
1957年空军和防空军合并，实行空防合一体制。
1960年代初，中国人民解放军空军全面实行基地化保障体制，组建各空军基地。空军基地隶属于航空兵师，分成师级、团级两种。1970年代初，各空军基地改成空军场站。1980年代末，组建空军航空兵训练基地，负责空军飞行院校刚毕业的新飞行员的改装训练工作。1990年代初，组建空军军级基地，隶属于各军区空军，统一领导和管理下属部队的战备、训练、后勤保障、航空工程、行政工作，2003年大部分撤销。为解决空军机动作战的困难，2015年起开展场站基地化保障试点工作，将飞行部队与场站分开，增强各场站的功能及保障能力。到2017年，此轮基地化改革已取得成效，空军机动作战能力大为提高。
1955年3月21日，中共中央主席、中央军委主席毛泽东为空军首届英雄模范功臣代表大会题词：“建立一支强大的人民空军，保卫祖国，准备战胜侵略者。”1950年4月，中共中央西南局第一书记邓小平为《人民空军》杂志创刊题词：“强大的空军和强大的陆军结合起来，我们将是无敌的！”1999年10月8日，中共中央总书记、中央军委主席江泽民为人民空军成立50周年题词：“为建设一支强大的现代化的攻防兼备的人民空军而奋斗。”2009年5月22日，中共中央总书记、中央军委主席胡锦涛在会见空军第十一次党代会代表时说：“努力建设一支与履行新世纪新阶段我军历史使命要求相适应的强大的人民空军。”2019年，中共中央总书记、中央军委主席习近平要求人民空军未来定位是空防兼备，建设世界一流的空军强国迈进，并达到人民空军在历史使命铸就辉煌。
自1951年起，空军开始培训女飞行员。截至2009年，空军累计招收9批共545名女飞行学员，毕业328名。2009年3月时有52名女飞行员在飞，均从事运输机等的驾驶和领航工作。中国是军队有女飞行员数量最多的国家之一。2009年4月，空军首批16名战斗机女飞行学员从空军第三飞行学院毕业，被授予空军中尉军衔，中国成为世界上少数拥有战斗机女飞行员的国家之一。

### 改革开放
自2009年起，每年11月11日空军成立纪念日，空军首长及官兵代表都会到空军航空博物馆英雄纪念墙前，举行敬献花篮仪式。
2021年8月31日，中国空军新闻发言人申进科在中国航展新闻发布会上表示，中国空军历史性地跨入战略空军门槛。
2023年8月2日，據《南華早報》（South China Morning Post）報導，美國空軍大學（Air University）中國航天研究院（China Aerospace Studies Institute，CASI）周一發布的一項研究顯示，解放軍2023年初開始將包括戰機、轟炸機、雷達、防空和機場等中国人民解放军海军航空兵單位轉交空軍。原本隸屬中方海軍的3支戰機旅、2支轟炸機團、3支雷達旅、3支防空旅和機場站，都已轉歸空軍。報告指出，轉移相關單位是將空基海上打擊力聯合指揮部現代化，並統合戰區空軍司令部下所有的空防能力，而不是讓它們分散在戰區的兩個軍種之間。

## 编制
2015年改革后，中国人民解放军空军领导管理下列机构和直属单位：

### 职能部门
- 参谋部
- 政治工作部
- 后勤部
- 装备部
- 纪律检查委员会（监察委员会）

### 战区空军机关
- 中国人民解放军东部战区空军[註 2]
- 中国人民解放军南部战区空军[註 3]
- 中国人民解放军西部战区空军[註 4]
- 中国人民解放军北部战区空军[註 5]
- 中国人民解放军中部战区空军[註 6]

### 兵种机关
- 中国人民解放军空降兵军

### 直属单位
- 中国人民解放军空军试验训练基地
- 中国人民解放军空军研究院
- 中国人民解放军空军飞行试验训练基地
- 中国人民解放军空降兵训练基地

### 直属院校
- 中国人民解放军空军指挥学院
- 中国人民解放军空军工程大学
- 中国人民解放军空军航空大学
- 中国人民解放军空军预警学院
- 中国人民解放军空军哈尔滨飞行学院
- 中国人民解放军空军石家庄飞行学院
- 中国人民解放军空军西安飞行学院
- 中国人民解放军空军军医大学
- 中国人民解放军空军勤务学院
- 中国人民解放军空军通信士官学校

## 历任领导
| 司令员 1. 刘亚楼 上将（1949年10月－1965年5月） 2. 吴法宪 中将（1965年5月－1971年9月） 3. 马宁 少将（1973年5月－1977年2月） 4. 张廷发 少将（1977年4月－1985年7月） 5. 王海 上将（1985年7月－1992年11月） 6. 曹双明 上将（1992年11月－1994年10月） 7. 于振武 上将（1994年10月－1996年11月） 8. 刘顺尧 空军上将（1996年11月－2002年5月） 9. 乔清晨 空军上将（2002年5月－2007年9月） 10. 许其亮 空军上将（2007年9月－2012年10月） 11. 马晓天 空军上将（2012年10月－2017年8月） 12. 丁来杭 空军上将（2017年8月－2021年8月） 13. 常丁求 空军上将（2021年8月－） | 政治委员 1. 萧华 上将（1949年10月－1950年4月） 2. 吴法宪 中将（1957年2月－1965年5月） 3. 余立金（1965年5月－1968年3月） 4. 王辉球（1968年9月－1973年5月） 5. 傅传作（1973年5月－1975年10月） 6. 张廷发（1975年10月－1977年4月） - 余立金（1975年8月－1978年12月，第二政治委员） 7. 高厚良（1977年4月－1985年7月） 8. 朱光 中将（1985年7月－1992年11月） 9. 丁文昌 上将（1992年11月－1999年1月） 10. 乔清晨 空军上将（1999年1月－2002年5月） 11. 邓昌友 空军上将（2002年5月－2012年10月） 12. 田修思 空军上将（2012年10月－2015年7月） 13. 于忠福 空军上将（2015年7月－2022年1月） 14. 郭普校 空军上将（2022年1月－） |

| 副司令员 - 常乾坤 中将（1949年11月－1973年5月） - 王弼（1950年12月－1951年5月） - 王秉璋 中将（1953年2月－1957年5月，第一副司令员；1957年5月－1971年9月，副司令员） - 刘震 上将（1954年2月－1966年9月） - 徐深吉 中将（1955年3月－1967年10月） - 曹里怀 中将（1956年6月－1982年11月） - 成钧 中将（1957年8月－1967年1月，1973年5月－1982年11月） - 谭家述 中将（1957年8月－1973年5月） - 薛少卿 少将（1960年11月－1963年4月，1970年4月－1975年8月） - 张廷发 少将（1962年3月－1966年9月，1973年5月－1975年10月） - 邝任农 中将（1962年6月－1975年8月） - 罗元发（1968年9月－1973年5月） - 曾国华（1968年12月－1971年9月） - 邹炎（1973年5月－1977年2月） - 张积慧（1973年5月－1978年7月） - 吴富善（1975年10月－1982年11月） - 何廷一（1975年10月－1985年7月） - 王定烈（1982年11月－1985年7月） - 王海（1982年11月－1985年7月） - 李永泰 空军中将（1982年11月－1993年12月） - 于振武 空军中将（1985年7月－1994年10月） - 林虎 空军中将（1985年9月－1994年10月） - 刘志田 空军中将（1987年9月－1992年11月） - 杨振玉 空军中将（1993年1月－1994年10月） - 景学勤 空军中将（1993年12月－2003年7月） - 刘顺尧 空军中将（1994年10月－1996年11月） - 辛殿枫 空军中将（1994年10月－1996年12月） - 吴光宇 空军中将（1994年10月－2003年7月） - 王良旺 空军中将（1996年11月－2003年7月） - 乔清晨 空军中将（1997年11月－1999年1月） - 李永德 空军中将（1999年1月－2004年12月） - 马殿圣 空军中将（1999年1月－12月） - 马晓天 空军中将（2003年7月－2006年8月） - 汪超群 空军中将（2003年7月－2005年12月） - 李买富 空军中将（2003年7月－2005年12月） - 刘成军 空军中将（2004年12月－2007年9月） - 何为荣 空军中将（2005年12月－2012年12月） - 杨东明 空军中将（2005年12月－2012年12月） - 景文春 空军中将（2006年8月－2012年6月） - 赵忠新 空军中将（2007年10月－2012年12月） - 陈小工 空军中将（2009年1月－2012年12月） - 周来强 空军中将（2012年6月－2012年12月） - 张建平 空军中将（2012年12月－2017年12月） - 张洪贺 空军中将（2012年12月－2017年12月） - 陈东 空军中将（2012年12月－2018年12月） - 郑群良 空军中将（2013年7月－2017年1月） - 麻振军 空军中将（2017年12月－2021年3月） - 徐安祥 空军中将（2017年12月－2021年3月） - 郑元林 空军中将（2018年12月－） - 王伟 空军中将（2021年3月－） - 贾志刚 空军中将（2021年3月－） | 副政治委员 - 王弼（1949年11月－1950年7月，副司令员兼；1950年7月－12月，第二副政治委员） - 吴法宪 中将（1950年4月－7月，未到职；1950年7月－12月，第一副政治委员；1950年12月－1957年2月，副政治委员） - 王辉球 中将（1960年3月－1968年9月） - 余立金 中将（1960年3月－1965年5月） - 高厚良（1973年5月－1977年4月） - 杜玉福（1973年5月－1975年10月） - 黄立清（1975年5月－1982年11月） - 旷伏兆（1975年10月－1978年5月） - 刘世昌（1978年1月－1985年7月） - 刘钊（1983年5月－1985年7月） - 高兴民 空军中将（1985年9月－1993年12月） - 许乐夫 空军中将（1988年2月－1990年4月） - 杨英昌 空军中将（1992年11月－1997年11月） - 陈潜 空军中将（1993年1月－1997年11月） - 徐承栋 空军中将（1997年11月－2003年12月） - 林万海 空军中将（1997年11月－2000年12月） - 黄新 空军中将（2000年6月－2007年6月） - 刘亚洲 空军中将（2003年12月－2009年12月） - 芮清凯 空军中将（2007年6月－2009年1月） - 王伟 空军中将（2009年1月－2012年6月） - 王晓龙 空军中将（2009年12月－2015年7月） - 房建国 空军中将（2012年6月－2015年7月） - 王祥富 空军中将（2012年12月－2014年7月） - 宋琨 空军中将（2014年7月－2016年2月） - 赵以良 空军中将（2015年7月－2017年12月） - 陈学斌 空军中将（2018年4月－2020年12月） - 纪多 空军中将（2020年12月－） 顾问 - 邝任农（1975年8月30日—1983年3月） - 薛少卿（1975年8月30日—1983年8月） - 周彪（1975年9月－1981年3月20日） - 李世安（1977年12月－1983年8月） - 石忠汉（1981年8月－1983年8月） - 王毓淮（1983年8月－1985年7月） - 赵兰田（1983年8月－1985年7月） - 杨思禄（1983年8月－1985年7月） - 张雍耿（1983年8月－1985年7月） |

## 象征和标识

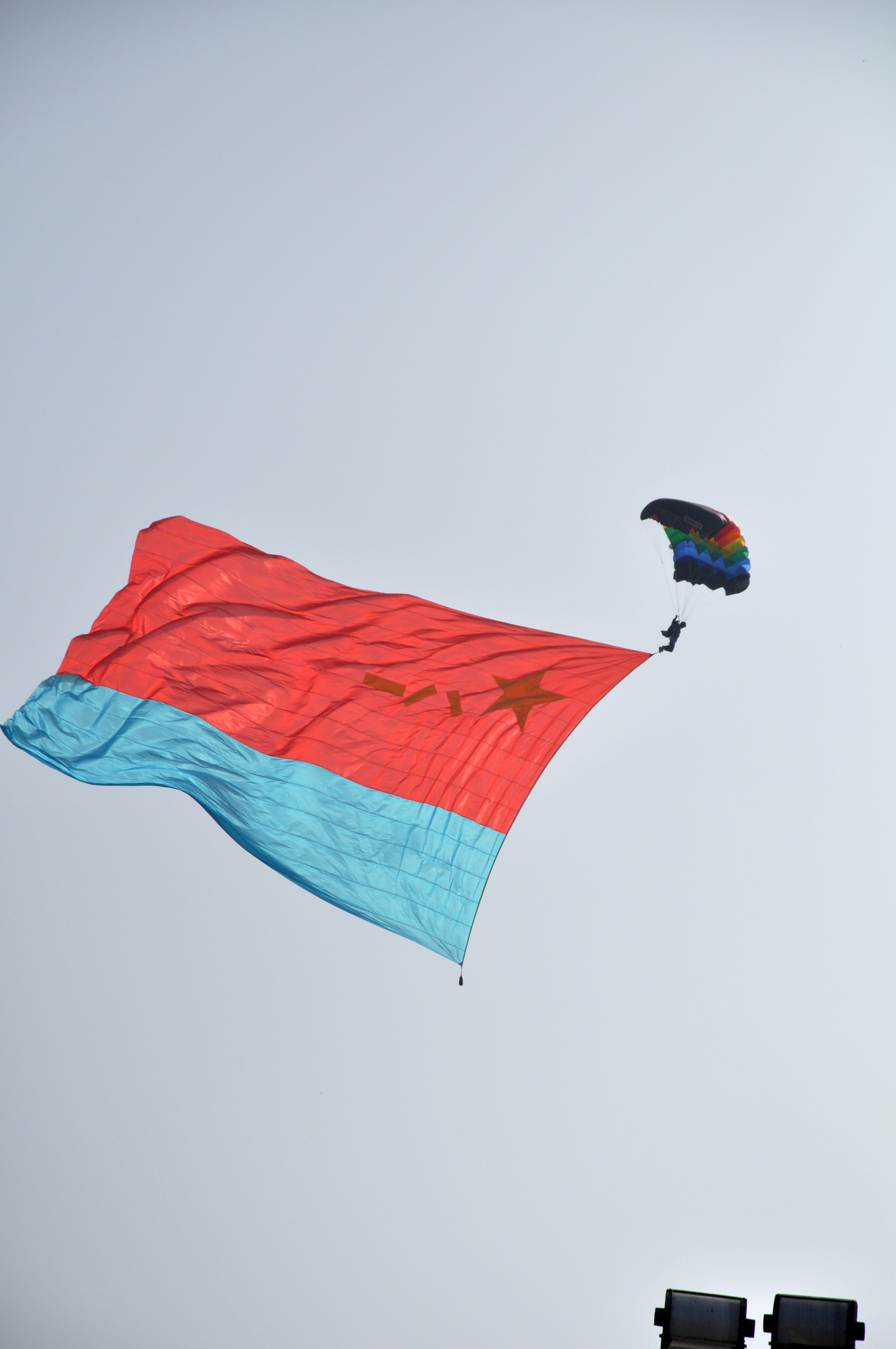
八一跳伞队

### 机徽
中国人民解放军现行国籍标志（机徽）以中国人民解放军军徽为基础。
1949年开始使用的机徽与现行的差别不大，至1958年中国人民解放军空军司令部确定机徽规格，直到现在一些装备仍然采用这种版本的机徽。朝鲜战争期间，中国人民志愿空军使用“中国人民志愿空军”标示，并在机身喷涂朝鲜空军机徽。1997年，中国人民解放军总后勤部颁布国军标901A-1997《飞机外部颜色与标记》，该规定对机徽标志略有改动，主要改动在黄色亮度、黄边比例以及“八一”字体，但这种标志直到2003年以后才随着新型号装备的装备才逐渐面世，老装备还使用老版本机徽。而歼-8系列飞机较为特别，其使用全镶边飞翼机徽，并且尺寸参数与其他飞机完全不同，直到2003年之后才依照国家军用标准更换机身机徽。

### 战术编号
飞机编号又称飞机序号、机号，通常喷涂于机头两侧，新型战机有的挪到垂尾或后机身。飞机编号可以判断所属作战单位。
空军的独立飞行团飞机编号有四位数字，空军和海军的航空兵师则有五位数字，陆军航空兵加前缀字母“LH”，代表“陆航”两个字的拼音首字母，并且第一位数字是9。飞机编号的数字是有规律的。把第一位和第四位取出来，如果第一位小于6，则两个数各减去一，可以判定所属的空军航空兵师番号。如“5XX5X”，为空44师飞机编号；“1XX3X”号飞机属于空2师。

## 装备
註：下列所有装备數量僅為外界估算，未有中國人民解放軍方正式公布真實數量，（+）號者為尚有跡象顯示實質數量更多，（-）號者為尚有跡象顯示實質數量更少。

### 防空系統
| 名稱    | 來源   | 型號        | 数量 |
| ------- | ------ | ----------- | ---- |
| 紅旗-7  | 中国   | HQ-7A       | 30-  |
| 紅旗-9  | 中国   | HQ-9、HQ-9B | 260+ |
| 紅旗-12 | 中国   | HQ-12       | 150- |
| 紅旗-19 | 中国   | HQ-19       | 1+   |
| 紅旗-22 | 中国   | HQ-22       | 130+ |
| S-300   | 俄羅斯 | S-300PMU    | 216  |
| S-400   | 俄羅斯 | S-400       | 32   |

### 航空
| 机种              | 机名           | 來源                         | 机型                               | 数量 |
| ----------------- | -------------- | ---------------------------- | ---------------------------------- | ---- |
| 轰炸机            | 轰-6           | 中国                         | H-6H、H-6G、H-6M、H-6K、H-6N、H-6J | 200+ |
| 歼击机 歼击轰炸機 |                |                              |                                    |      |
| 歼-8              | 中国           | J-8FR                        | 36-                                |      |
| 歼-10             | 中国           | J-10A、J-10S、J-10B、J-10C   | 750+                               |      |
| 歼-11             | 中国           | J-11A、J-11B、J-11BS、J-11BG | 450+                               |      |
| 歼-16             | 中国           | J-16、J-16D                  | 350+                               |      |
| 歼-20             | 中国           | J-20、J-20A、J-20S           | 300+                               |      |
| 歼-35             | 中国           | J-35A                        | 8+                                 |      |
| 歼轰-7            | 中国           | JH-7A、JH-7AII               | 336-                               |      |
| 苏-27             | 俄羅斯         | Su-27UBK                     | 36-                                |      |
| 苏-30             | 俄羅斯         | Su-30MKK、Su-30MK2           | 100-                               |      |
| 苏-35             | 俄羅斯         | Su-35SK                      | 24                                 |      |
| C4ISR             | BZK-005        | 中国                         | BZK-005                            | 84   |
| C4ISR             | 攻击-1         | 中国                         | GJ-1                               | 100+ |
| C4ISR             | 攻击-2         | 中国                         | GJ-2                               |      |
| C4ISR             | 攻击-11        | 中国                         | GJ-11                              | 4+   |
| C4ISR             | 空警-200       | 中国                         | KJ-200                             | 4    |
| C4ISR             | 空警-500       | 中国                         | KJ-500、KJ-500A                    | 30+  |
| C4ISR             | 空警-2000      | 中国                         | KJ-2000                            | 4    |
| C4ISR             | 裡爾35         | 美国                         | Model 35A、Model 36A               | 5    |
| C4ISR             | 雙尾蠍無人機   | 中国                         | TB-001                             |      |
| C4ISR             | 无侦-7         | 中国                         | WZ-7                               | 16+  |
| C4ISR             | 无侦-8         | 中国                         | WZ-8                               |      |
| C4ISR             | 無偵-10        | 中国                         | WZ-10                              | 12+  |
| C4ISR             | 运-8           | 中国                         | Y-8CB、Y-8G、Y-8T、Y-8XZ           |      |
| C4ISR             | 运-9           | 中国                         | Y-9DZ、Y-9G、Y-9LG、Y-9XZ          |      |
| 空中加油机        | 轰-6           | 中国                         | HY-6                               | 20-  |
| 空中加油机        | 伊尔-78        | 乌克兰                       | Il-78                              | 3    |
| 空中加油机        | 运-20          | 中国                         | YY-20A                             | 8+   |
| 运输机 公务机     | 空中巴士公務機 | 德国                         | A319CJ                             | 3    |
| 运输机 公务机     | 波音737        | 美国                         | 737-300、737-700、737-800          | 16   |
| 运输机 公务机     | 龐巴迪CRJ      | 加拿大                       | CRJ-200、CRJ-700                   | 15   |
| 运输机 公务机     | 伊尔-76        | 俄羅斯                       | Il-76MD、Il-76TD                   | 22   |
| 运输机 公务机     | 运-5           | 中国                         | Y-5                                | 70-  |
| 运输机 公务机     | 运-7           | 中国                         | Y-7H、Y-7G                         | 60-  |
| 运输机 公务机     | 运-8           | 中国                         | Y-8C                               | 84-  |
| 运输机 公务机     | 运-9           | 中国                         | Y-9                                | 50+  |
| 运输机 公务机     | 运-12          | 中国                         | Y-12C、Y-12D                       | 11   |
| 运输机 公务机     | 运-20          | 中国                         | Y-20A、Y-20B                       | 80+  |
| 直升机            | AS332          | 法國                         | AS332-L1                           | 6    |
| 直升机            | EC225          | 法國                         | EC225-LP                           | 3    |
| 直升机            | 米-171         | 俄羅斯                       | Mi-171Sh                           |      |
| 直升机            | 直-8           | 中国                         | Z-8K、Z-8KA                        | 26+  |
| 直升机            | 直-9           | 中国                         | Z-9WA                              |      |
| 直升机            | 直-10          | 中国                         | Z-10K                              |      |
| 直升机            | 直-20          | 中国                         | Z-20K                              |      |
| 教练机            | 初教-6         | 中国                         | CJ-6、CJ-6A                        | 400- |
| 教练机            | 运-7           | 中国                         | HYJ-7                              | 13   |
| 教练机            | 教练-8         | 中国                         | JL-8、JL-11                        | 350  |
| 教练机            | 教练-9         | 中国                         | JL-9、JL-9G                        | 30+  |
| 教练机            | 教练-10        | 中国                         | JL-10                              | 150+ |

## 圖集
中国人民解放军空军部分现役飞机照片集锦

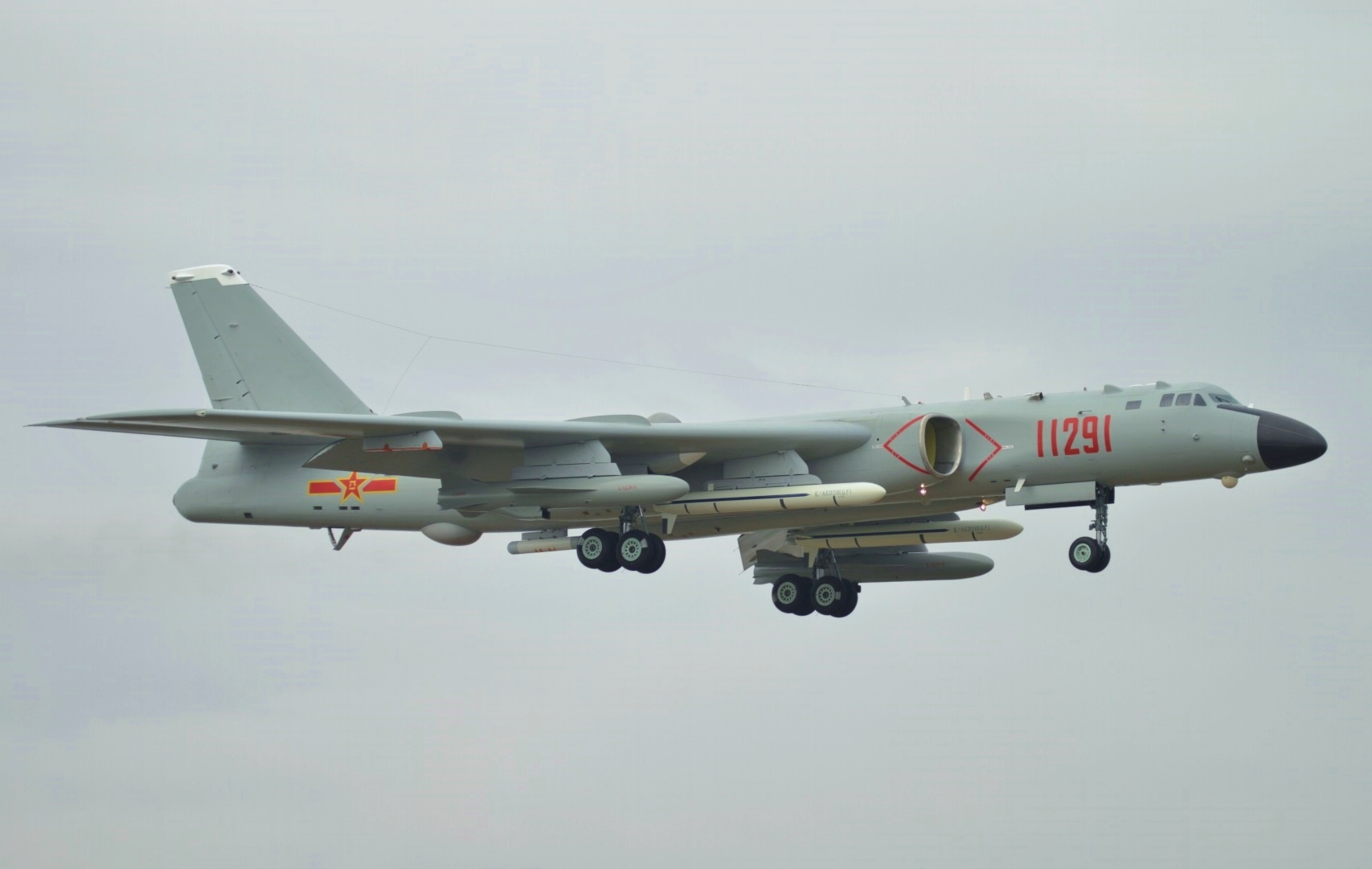
轰6K轰炸机
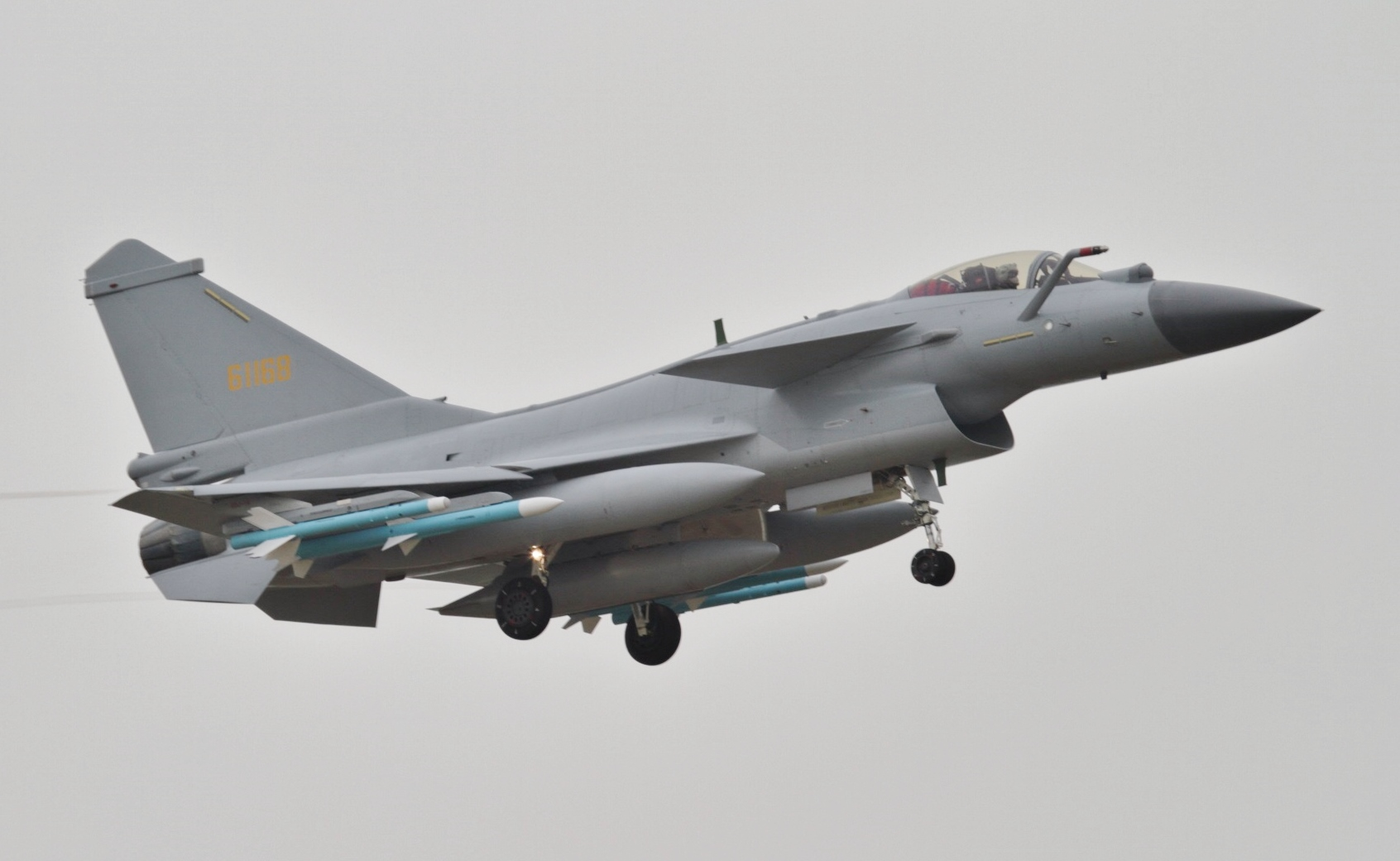
歼-10B战斗机
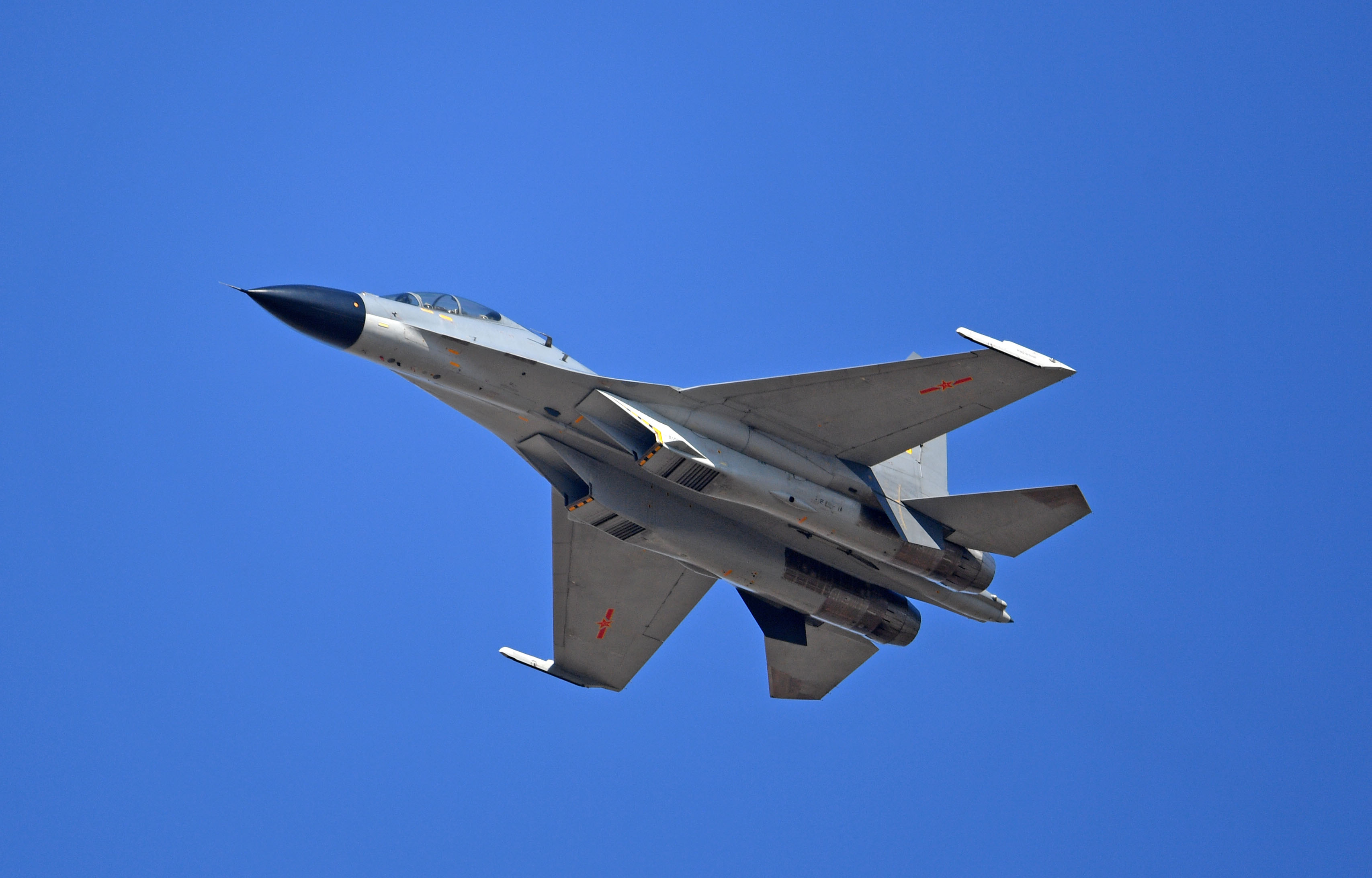
歼-11BS战斗机
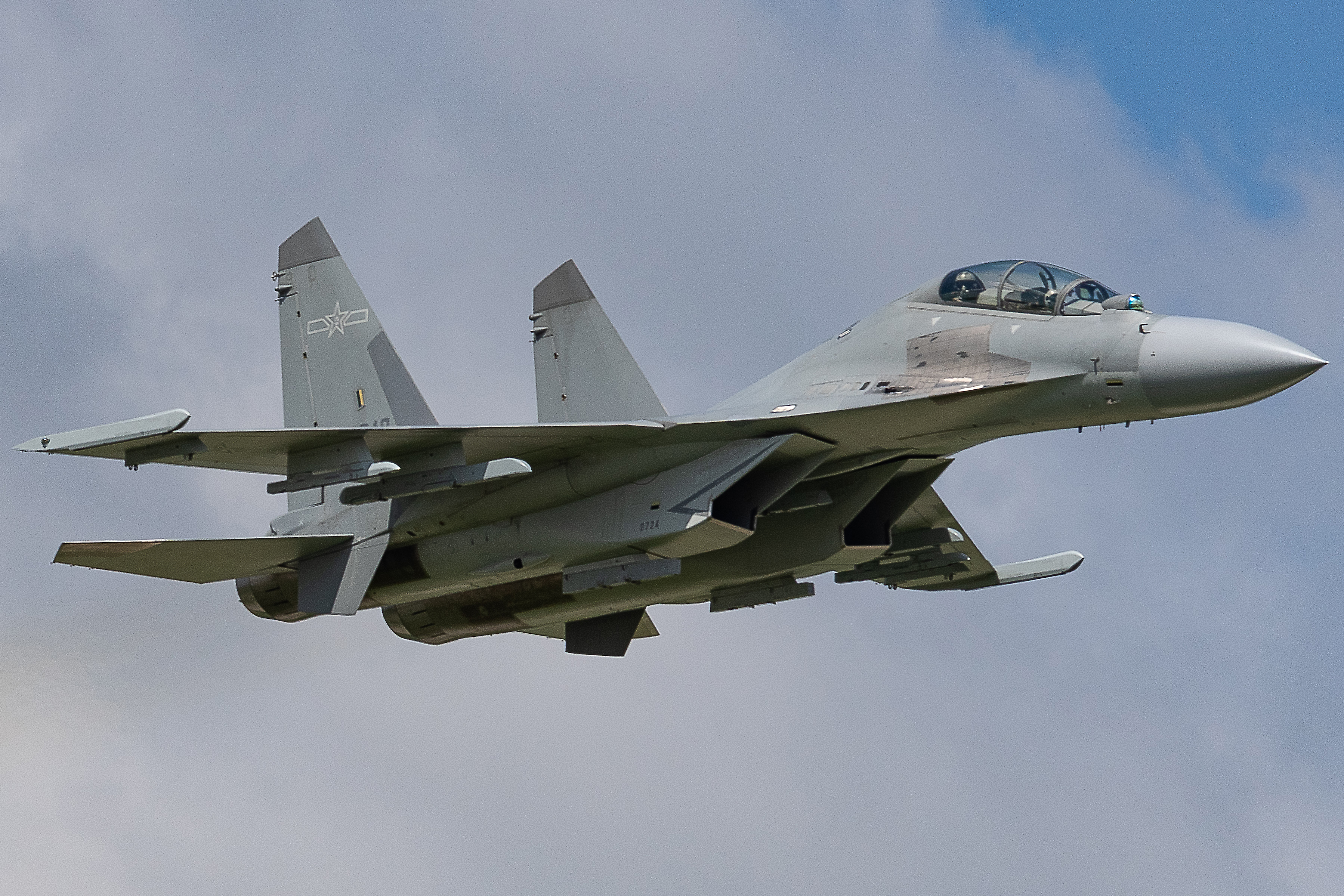
歼-16战斗机
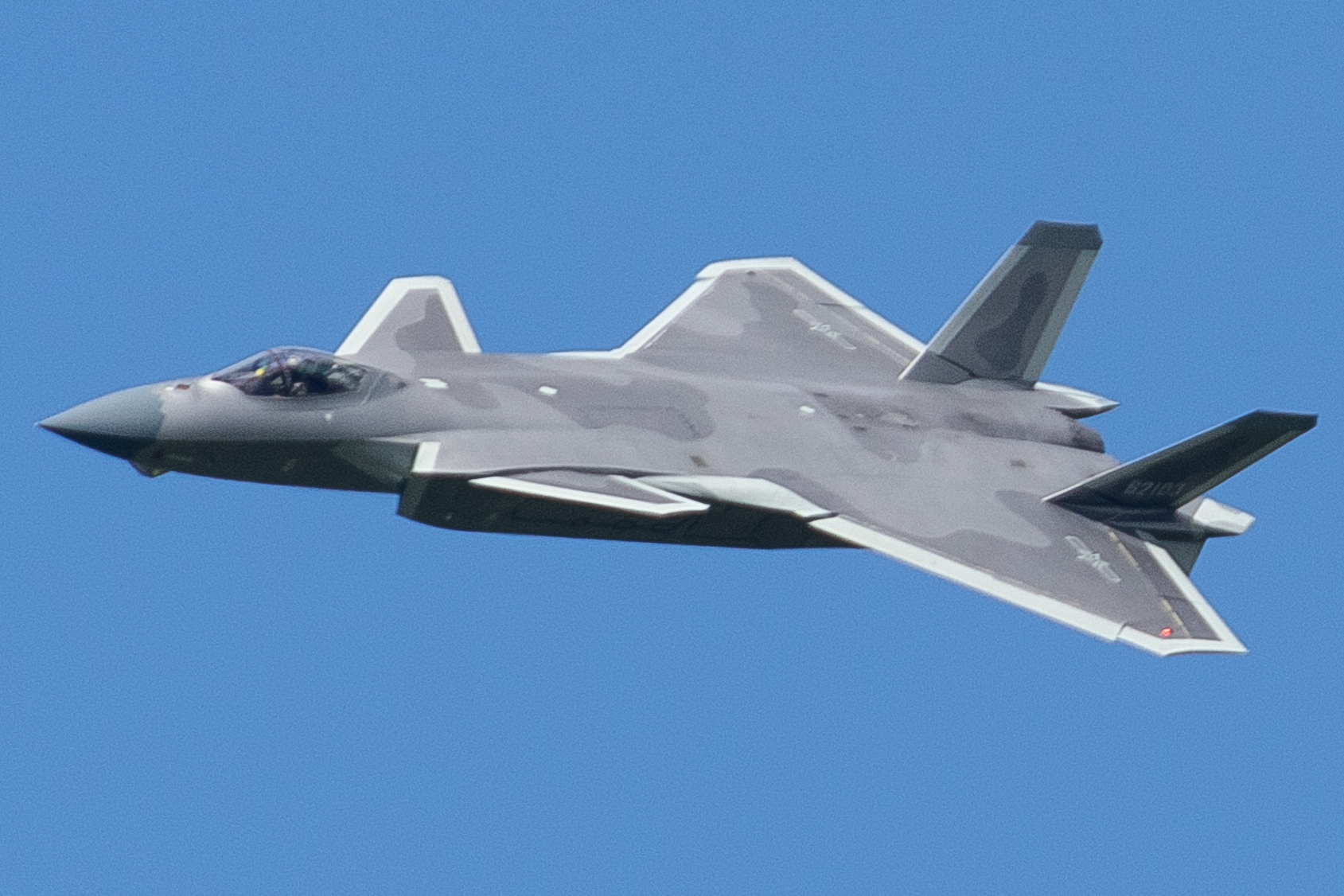
歼-20A战斗机
歼-35A战斗机
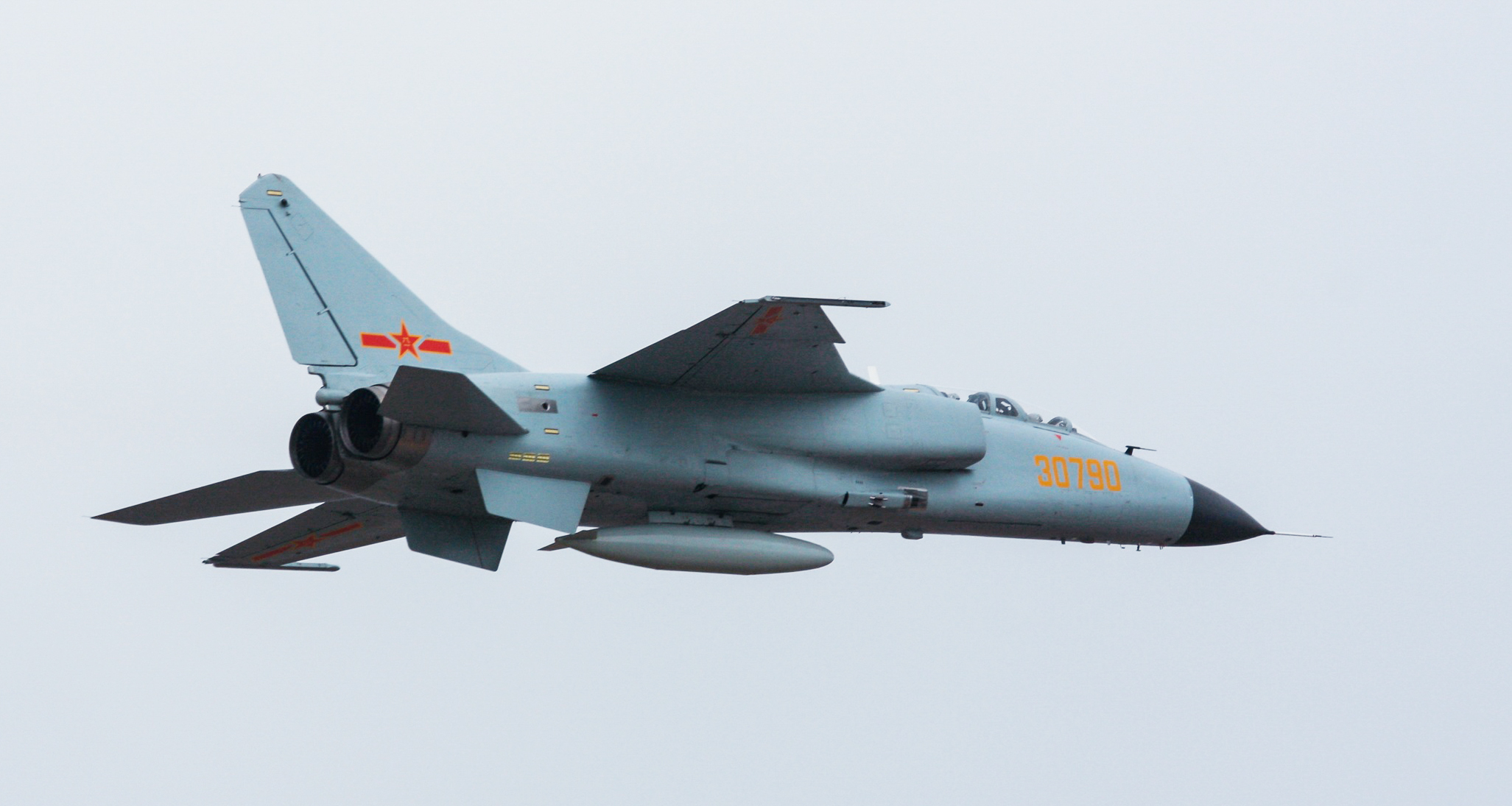
歼轰-7A战斗轰炸机
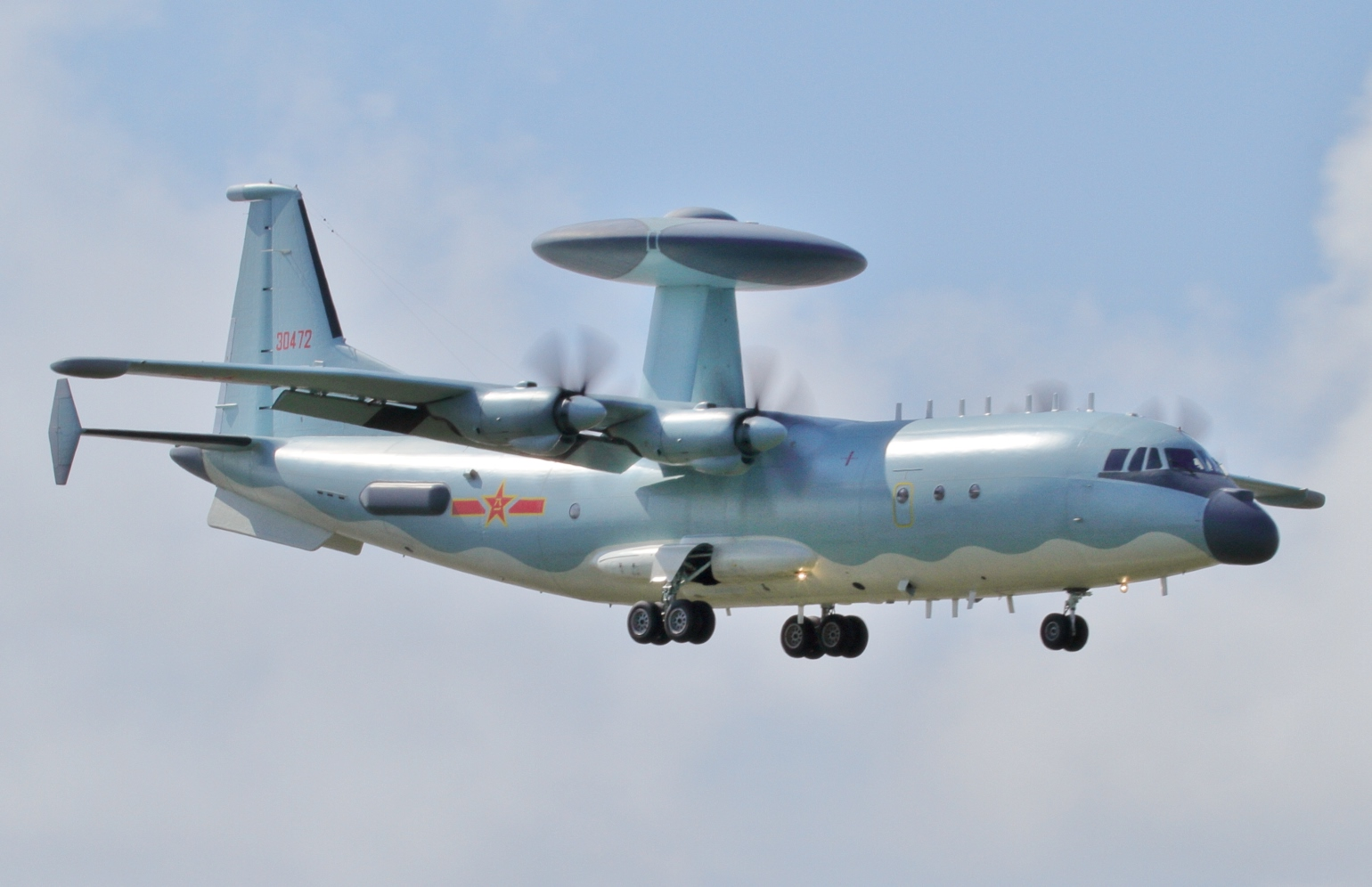
空警-500空中预警机
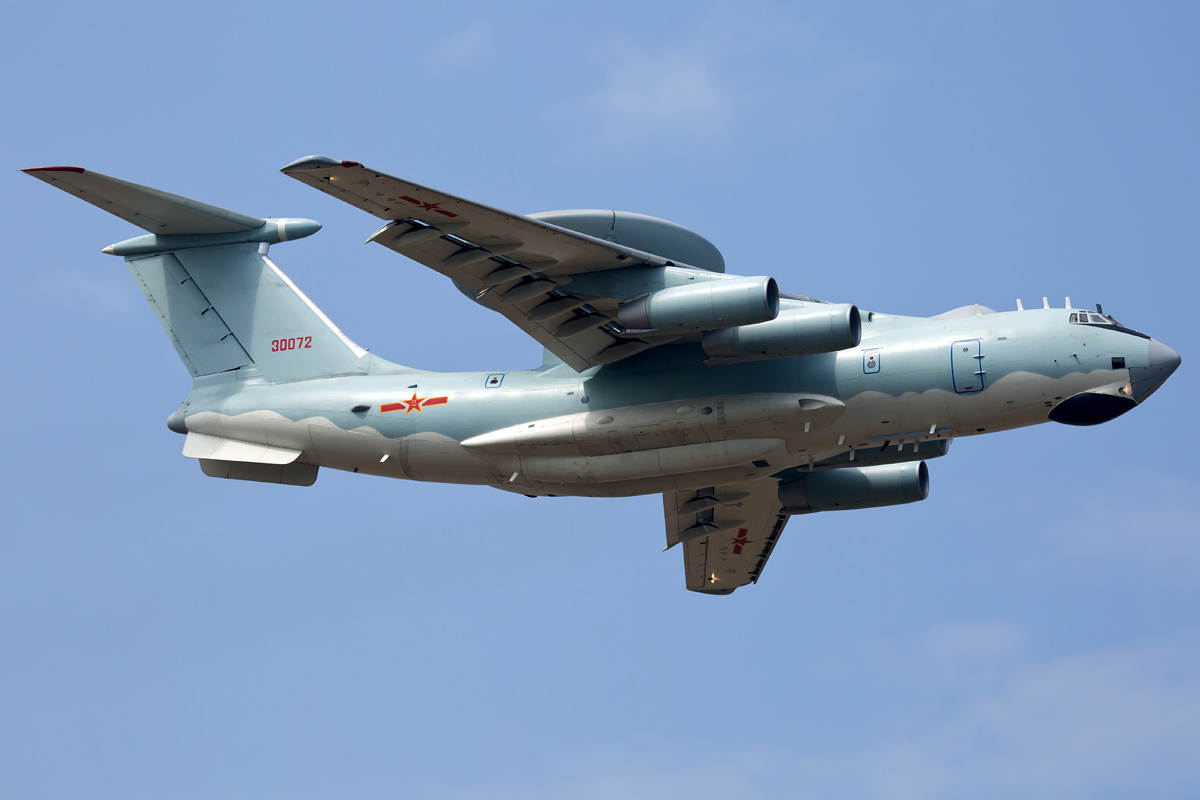
空警-2000空中预警机
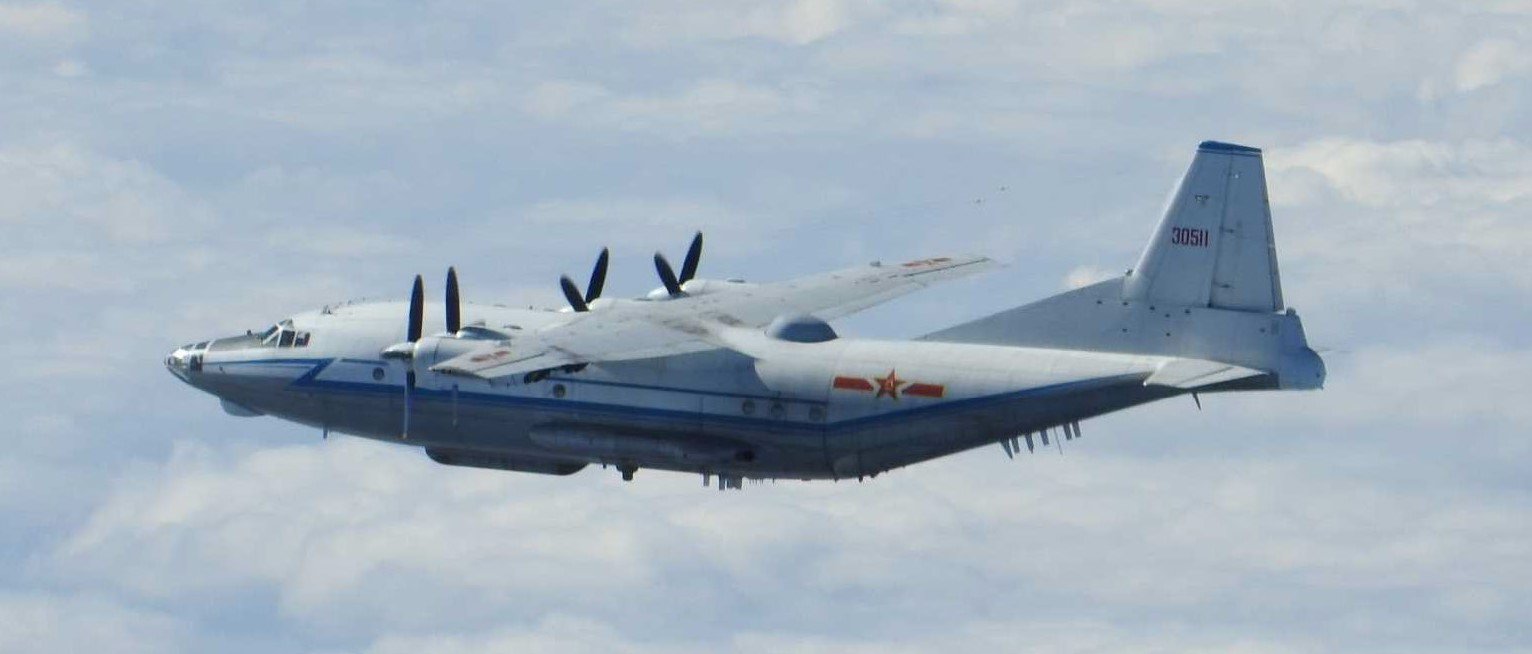
運-8CB情報收集飛機
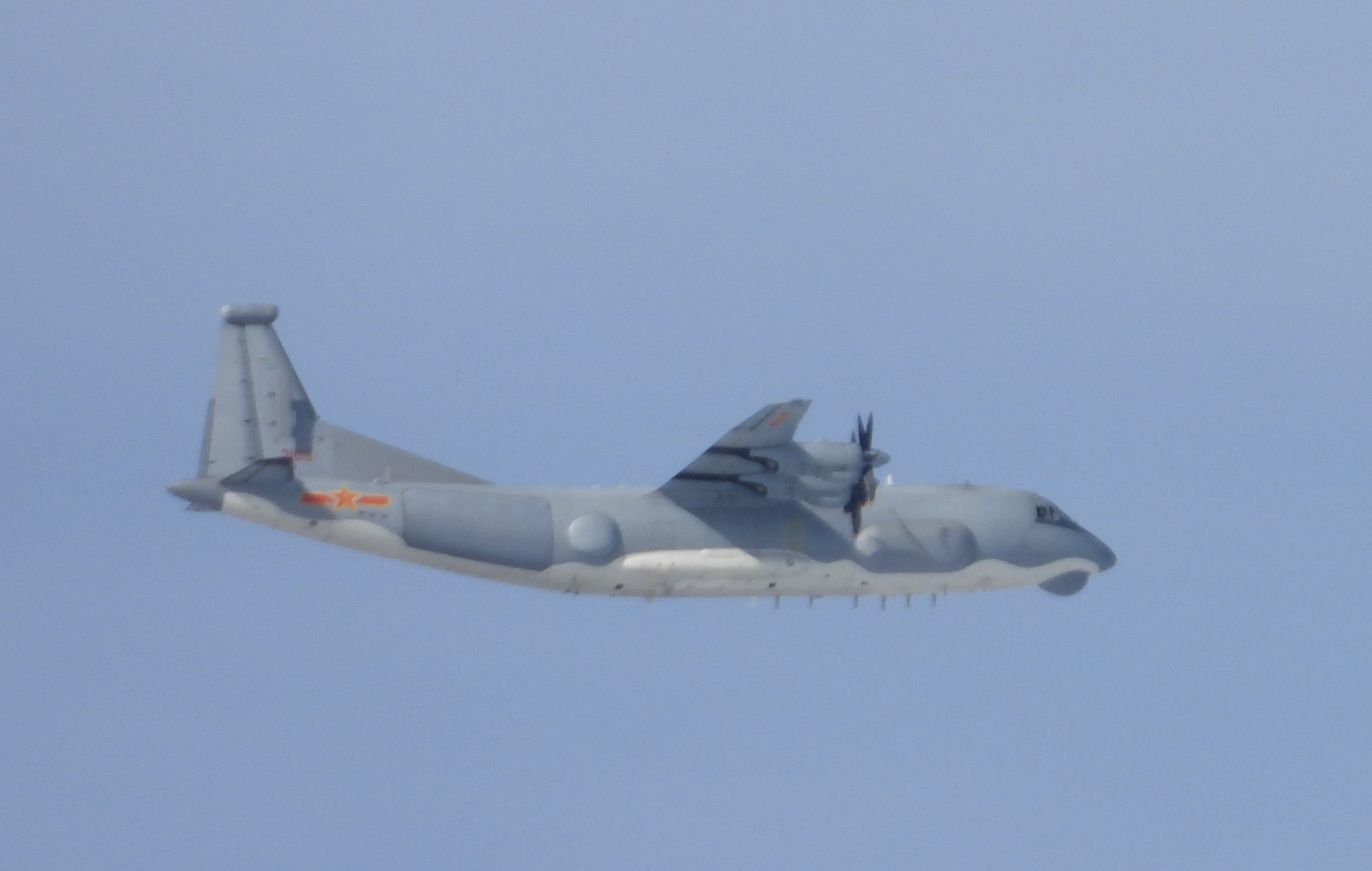
運-9G電子戰飛機
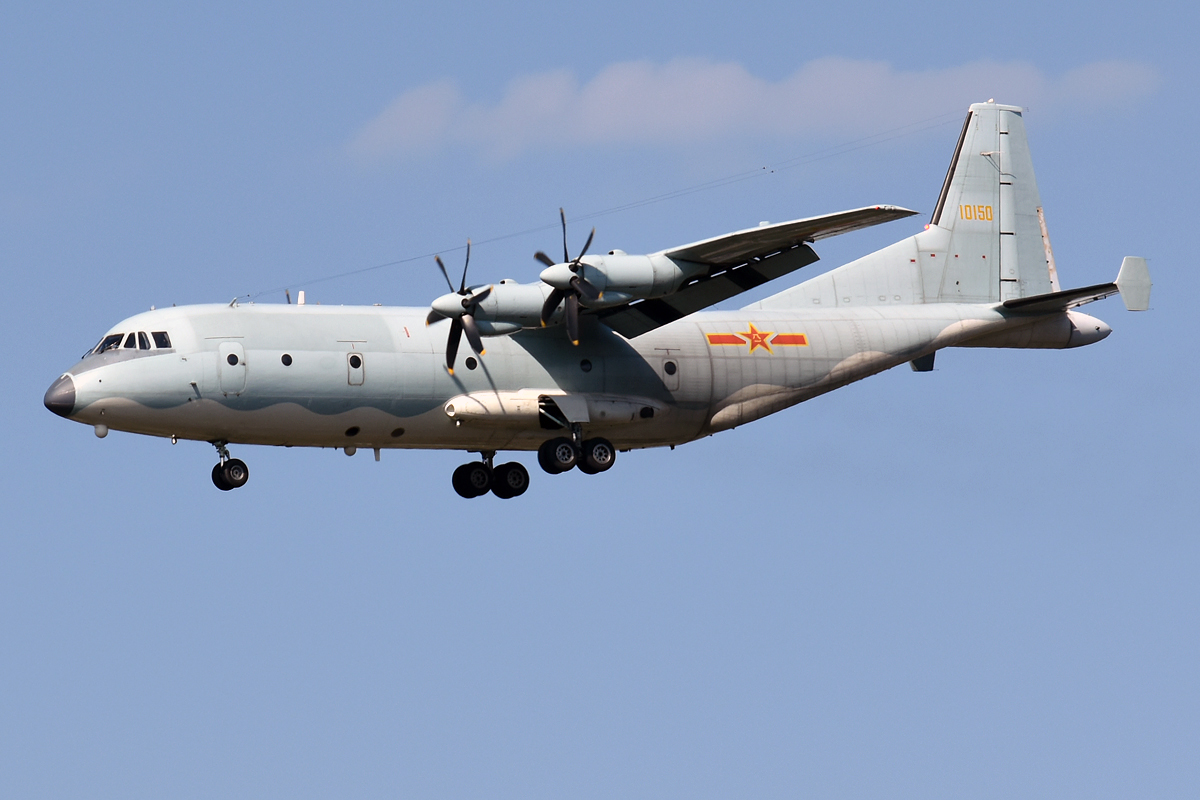
运-9运输机
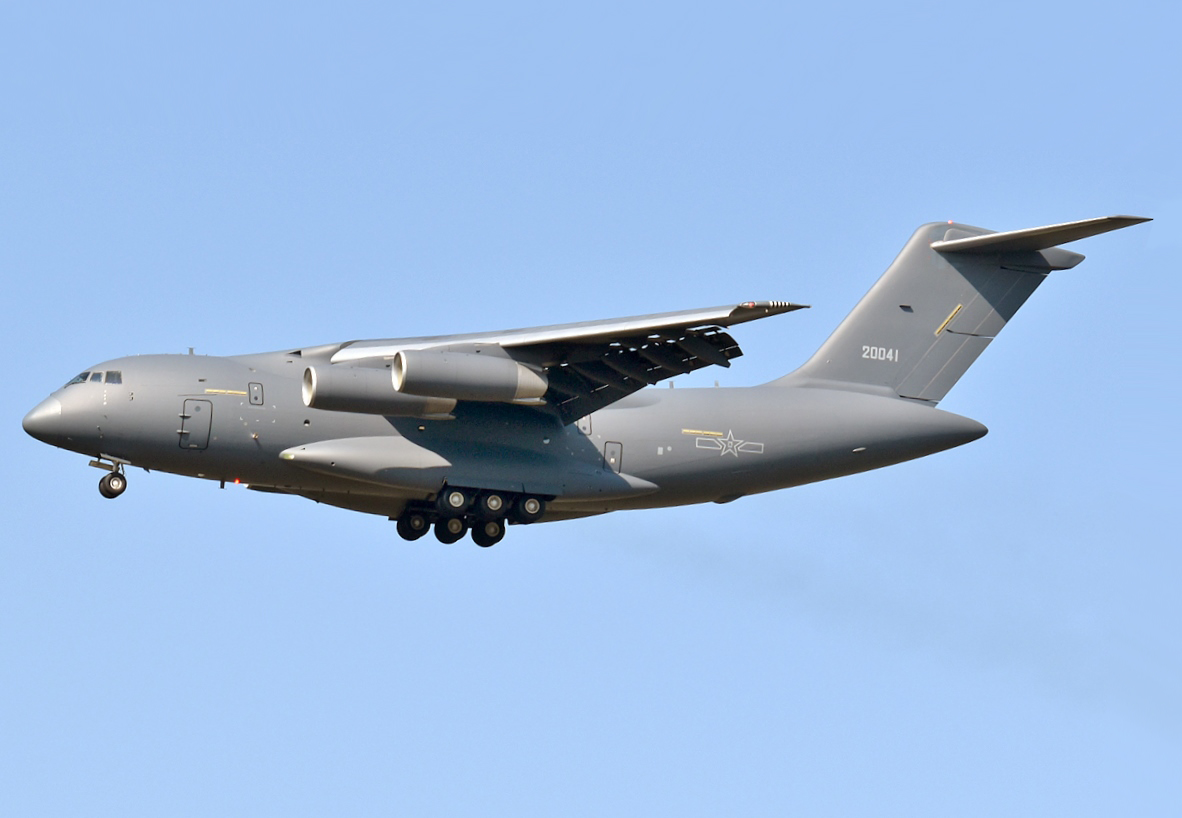
运-20A运输机
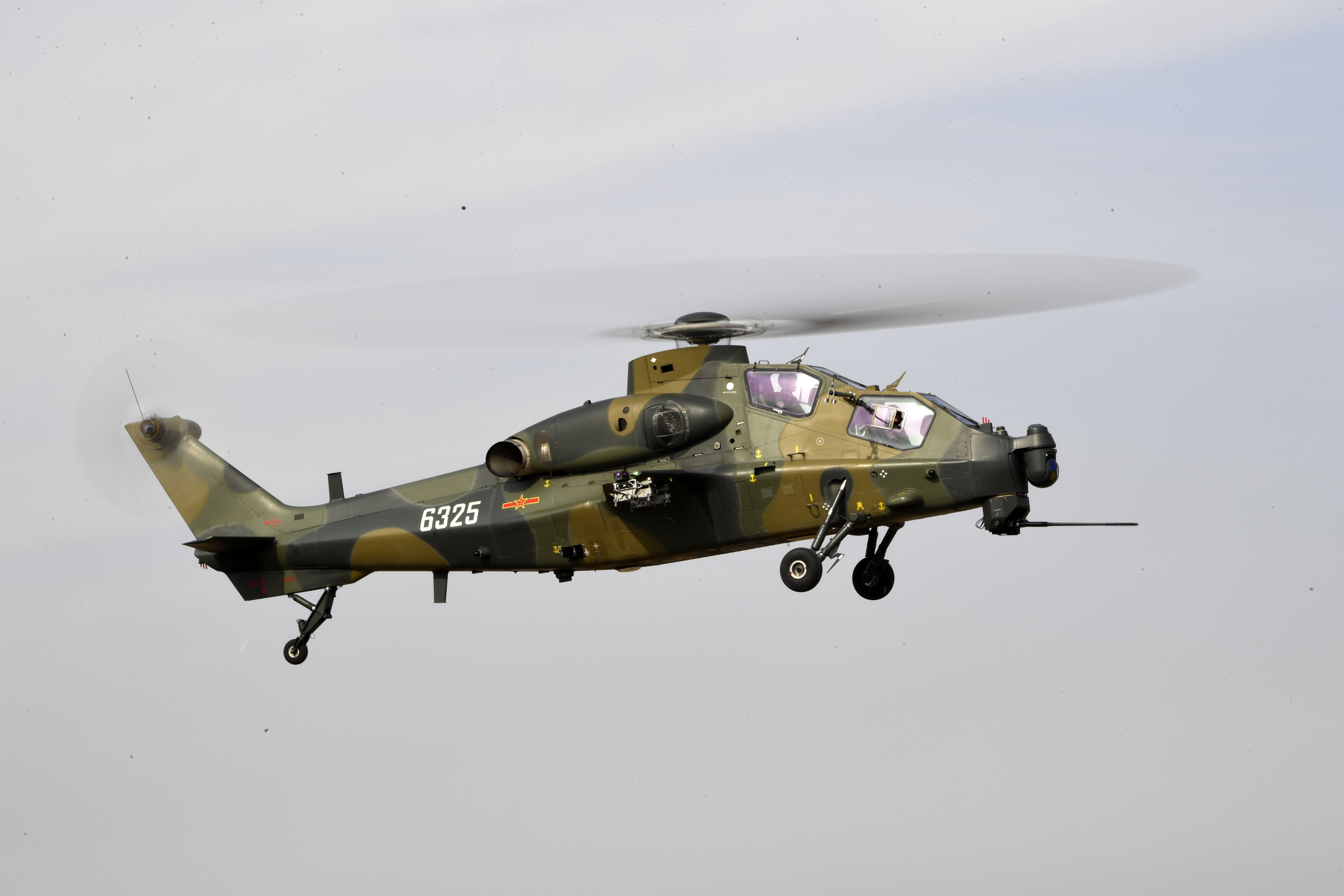
直-10K直升机
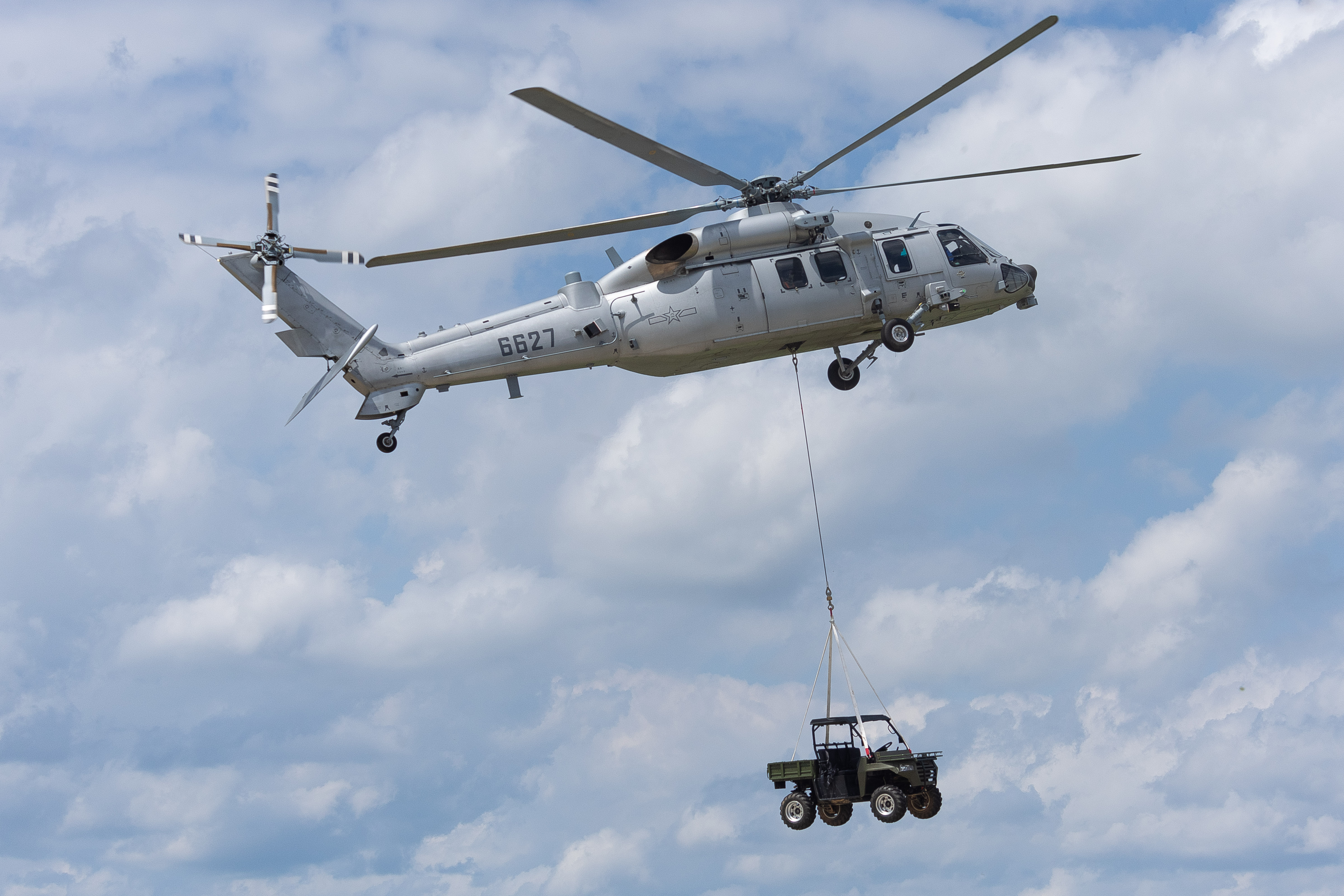
直-20K直升机